# Prionyx crudelis
Prionyx crudelis är en biart som först beskrevs av Frederick Smith 1856.
Prionyx crudelis ingår i släktet Prionyx och familjen grävsteklar. Inga underarter finns listade i Catalogue of Life.